# Semenoviolidae
Semenoviolidae es una familia de insectos extintos en el orden Dermaptera. Existen por lo menos dos géneros y dos especies descriptas en Semenoviolidae.

## Géneros
Estos dos géneros pertenecen a la familia Semenoviolidae:
- † Semenoviola Martynov, 1925
- † Semenovioloides Vishnyakova, 1980